# Henrik Vestergaard
Henrik Vestergaard Nielsen (* 13. Juli 1972 in Horsens) ist ein dänischer Schauspieler und Bühnenautor.

## Leben
Vestergaard wuchs in Bov bei Padborg auf. Nach dem Abitur in Åbenrå besuchte er die Offiziersschule und diente als Zugführer in der dänischen Marineinfanterie auf Bornholm. 1994 bis 1997 besuchte er die Schauspielschule Michael Chekov Studio in Aarhus und war 2001 Mitgründer und seitdem Teil der künstlerischen Leitung der Theatergesellschaft Von Baden in Aarhus. Ab 1998 absolvierte er einen Master in Dramaturgie bei der Universität Aarhus. Er ist der Autor von mehreren Theaterstücken, die in Kopenhagen und Aarhus uraufgeführt wurden.
Vestergaard lebt in Kopenhagen mit seiner Frau, einer Dokumentarfilmemacherin, und 2 Kindern.

## Filmografie (Auswahl)
- 2000: Unit One – Die Spezialisten (Rejseholdet, Fernsehserie, 1 Folge)
- 2000: Kuppet
- 2001: At kende Sandheden
- 2008: Himmerland
- 2008: Det Perfekte Kup
- 2011: Grantræet
- 2012: Hvidsten Gruppen
- 2013: Sorg og glæde
- 2013: Tarok
- 2015: Riders
- 2015: I dine hænder
- 2015–2016: Ditte & Louise (Fernsehserie; 13 Folgen)
- 2016: Follow the Money (Bedrag, Fernsehserie, 2 Folgen)
- 2018: Advokaten (Fernsehserie; 2 Folgen)
- 2018: Verachtung (Journal 64)
- 2019: Minkavlerne (Fernsehserie, 3 Folgen)
- 2019: Alex (Fernsehserie, 6 Folgen)
- 2020: Sunday (Fernsehserie, 1 Folge)
- 2020: Wildland (Kød & Blod)
- 2020: Krudttønden
- 2021: Darkness – Schatten der Vergangenheit (Den som dræber – Fanget af mørket, Fernsehserie, 3 Folgen)
- 2021: Zurück ans Meer
- 2021: Tatort: Und immer gewinnt die Nacht
- 2022: Håber du kom godt hjem (Fernsehserie, 3 Folgen)
- 2022: A Matter of Trust
- 2023: Darkland: The Return
- 2023: In The Name of Love (Fernsehserie, 1 Folge)
- 2023: Fatal Crossing (Fernsehserie, 1 Folge)
- 2023: Valdes jul – Skovens Vogter (Fernsehserie, 24 Folgen)
- 2024: Valdes jul II (Fernsehserie, 24 Folgen)